# FatBike

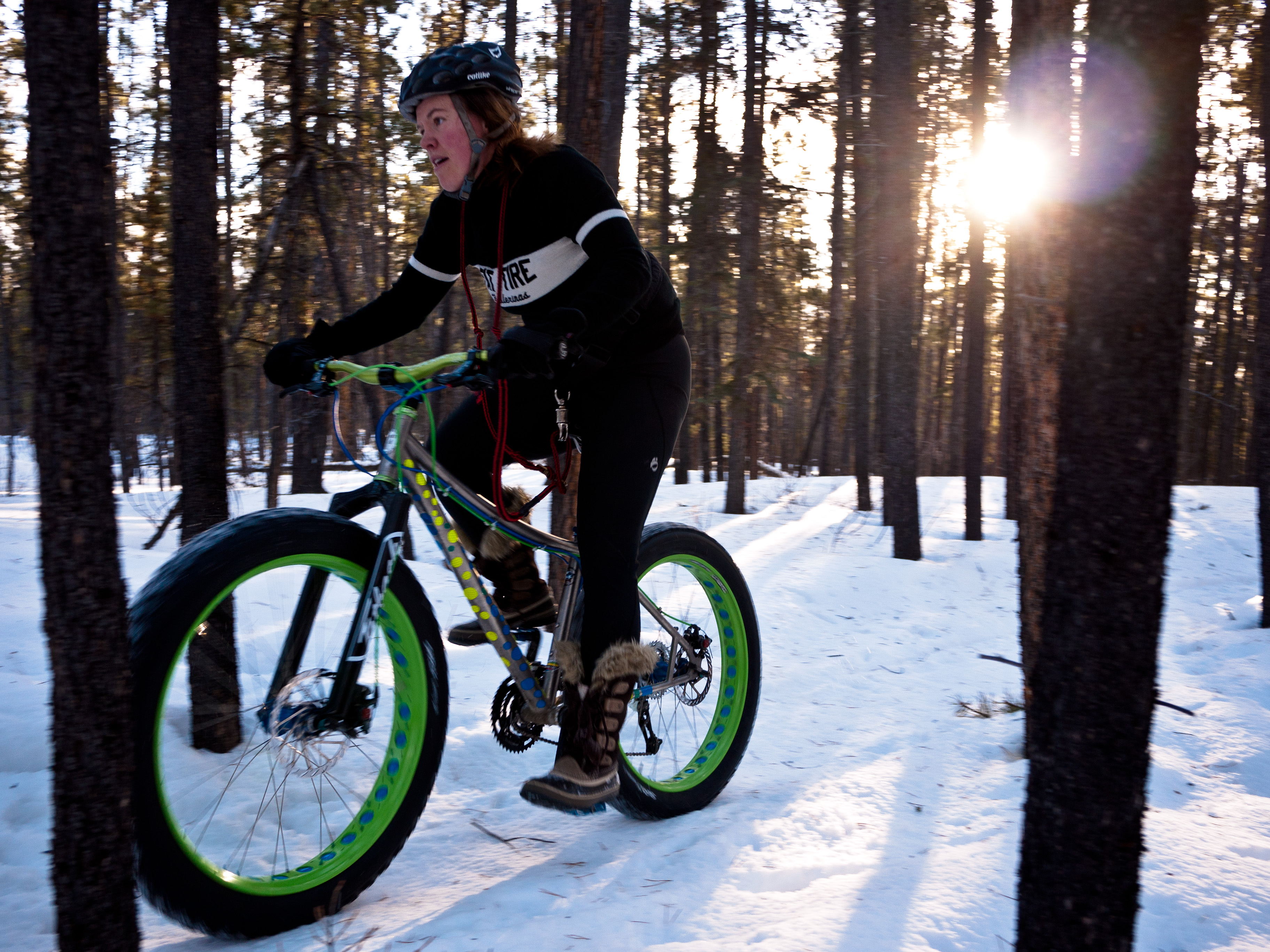
Jazda Fatbikiem po śniegu.

FatBike (fat tire, fat tire bike lub snow bike)  – rodzaj roweru terenowego (off-road), który cechuje się dodatkowo szerokimi oponami o szerokości zwykle od 3,8 cala  (97 mm) do 5 cali i obręczy 2,16 cala (55 mm) lub szerszych, zaprojektowany do niskiego nacisku na podłoże, aby umożliwić jazdę po miękkim, niestabilnym terenie, takim jak śnieg, piasek, torfowiska i błoto. Jego opony są zaprojektowane do jazdy z niskim ciśnieniem tak niskim jak 34 kPa; 0,34 bara (5 psi), aby umożliwić płynną jazdę po nierównych przeszkodach. Moc znamionowa 55–69 kPa; 0,55–0,69 bara (8–10 psi) jest odpowiednie dla większości rowerzystów. Fatbike'i zostały opracowane do użytku w śniegu lub piasku, ale są w stanie przemierzać różne rodzaje terenu, w tym śnieg, piasek, pustynię, torfowiska, błoto, chodnik lub tradycyjne górskie szlaki rowerowe.